# Igreja Evangélica Reformada da Rússia
A Igreja Evangélica Reformada da Rússia (IERR) ou Igreja Reformada Evangélica da Rússia (IRER) - em russo Евангелическо Реформатской Церкви России - , também conhecida como União de Igrejas Evangélicas Reformadas na Rússia (UIERR) - em russo Soyus Evangelichesko-Reformatskich Tserkvey Rossii - é uma denominação protestante reformada na Rússia, formada em 1991, a partir da dissolução da União Soviética.

## História
Desde o século XVIII, comunidades reformadas de origem holandesa e alemã se estabeleceram em São Petesburgo. Em 16 de abril de 1702, o czar Pedro I permitiu a existência de cultos protestantes e as primeiras igrejas reformadas foram estabelecidas no Império Russo. Posteriormente, membros da Igreja Reformada Francesa também se estabeleceram no país. Todavia, a queda do Império Russo e ascensão da União Soviética geraram a Perseguição aos Cristãos no nvo regime.
A partir da dissolução da União Soviética, a perseguição aos cristãos na Rússia foi amenizada e diversos grupos religiosos, anteriormente proibidos, começaram a se reorganizar.
Em 1991, os pastores Evgenyi D. Kashirski e Vladimir M. Lotsmanov, iniciaram a plantação de igrejas reformadas em Tver e  em Moscou. Um ano depois, as igrejas formadas por estes pastores organizaram a Igreja Evangélica Reformada da Rússia (IERR).
Nos anos seguintes a sua formação, a denominação cresceu rapidamente. Em 2008 era formada por 4 igrejas, mas em 2010 já tinha 15 igrejas membros.

## Doutrina
A denominação subscreve o Credo dos Apóstolos, Catecismo de Heidelberg, Cânones de Dort e a Confissão de Fé de Westminster. Além disso, não permite a ordenação de mulheres.

## Relações Intereclesiástias
A denominação recebe auxílio da Igreja Presbiteriana Reformada do Pacto e Igreja Presbiteriana na América, dos Estados Unidos, nos materiais para formação de pastores. Além disso, possui relações com as Igrejas Reformadas na Holanda (Liberadas).